# Спираль Феодора
Спираль Феодора (также называемая  спиралью корня квадратного из угла, спиралью Эйнштейна или спиралью Пифагора) — приближение к архимедовой спирали, состоящее из смежных прямоугольных треугольников, примыкающих друг к другу. Она названа в честь Феодора Киренского, древнегреческого ученого, известного как учитель Платона, жившего в V веке до нашей эры на территории Ливии.

## Конструкция
Спираль начинается с равнобедренного прямоугольного треугольника, каждый катет которого имеет единичную длину. Затем добавляется ещё один прямоугольный треугольник, чей катет является гипотенузой предыдущего треугольника (с длиной √2), а другой катет имеет длину 1; длина гипотенузы второго треугольника √3. Затем процесс повторяется; n-й треугольник в последовательности представляет собой правый треугольник с катетами √n и 1 и с гипотенузой √n + 1. Например, 16-й треугольник имеет стороны размером 4 (=√16), 1 и гипотенузой √17.

## История и использование
Хотя все работы Феодора утеряны, Платон упомянул Феодора в своем диалоге Теэтет, который рассказывает о его работе. 
В частности там говорится, что Феодор доказал, что все квадратные корни неквадратных целых чисел от 3 до 17 являются иррациональными числами (Платон не приписывает Феодору доказательства иррациональности квадратного корня из 2, потому что она была хорошо известна до него). 
Впоследствии Теэтет Афинский классифицировал отрезки, производящие рациональные квадраты, на две категории: соизмеримые с единицей и иррациональные.
Есть разные гипотезы о том, как Феодор доказал это, и почему он остановился на √17. Одна из гипотез, принадлежащая немецкому любителю математики Андерхубу (Anderhub), заключается в том, что он это сделал с помощью спирали Феодора.
В этой спирали гипотенуза √17 принадлежит последнему треугольнику, который не перекрывает фигуру образуемой спиралью, что объясняет почему Феодор дошел до √17.
Однако это не единственное возможное объяснение этого факта.

## Продолжение спирали
В 1958 году Эрих Тойфель (Erich Teuffel) доказал, что никакие две гипотенузы треугольников, из которых строится спираль, не будут лежать на одном луче. Кроме того, если стороны единичной длины продолжить до прямой, они никогда не пройдут ни через одну из других вершин спирали.

## Скорость роста

### Угол
Если  {\displaystyle \varphi _{n}} — угол n-го треугольника (или спирального сегмента), то:
{\displaystyle \tan \left(\varphi _{n}\right)={\frac {1}{\sqrt {n}}}.}
Таким образом, прирост угла {\displaystyle \varphi _{n}}  следующего за n-ым треугольником есть:
{\displaystyle \varphi _{n}=\arctan \left({\frac {1}{\sqrt {n}}}\right).}
Сумма углов первых» k " треугольников, обозначается общим углом {\displaystyle \varphi (k)}  для k- го треугольника. Она растет пропорционально квадратному корню из k, являясь ограниченной функцией с поправочным членом c2:
{\displaystyle \varphi \left(k\right)=\sum _{n=1}^{k}\varphi _{n}=2{\sqrt {k}}+c_{2}(k)}
где
{\displaystyle \lim _{k\to \infty }c_{2}(k)=-2.157782996659\ldots }

### Радиус
Рост радиуса спирали при некотором треугольнике с номером n равен
{\displaystyle \Delta r={\sqrt {n+1}}-{\sqrt {n}}.}

## Архимедова спираль
Спираль Феодора приближается к архимедовой спирали.. Так как расстояние между двумя витками Архимедовой спирали равно постоянной пи=3,14…, то когда количество оборотов спирали Теодора стремится к бесконечности, расстояние между двумя последовательными витками стремительно приближается к
π.
Ниже приведена таблица, показывающая приближение витков спирали к пи:
| Виток No.:              | Расчетное среднее расстояние между витками | Точность среднего расстояния намотки по сравнению с π |
| ----------------------- | ------------------------------------------ | ----------------------------------------------------- |
| 2                       | 3.1592037                                  | 99.44255 %                                            |
| 3                       | 3.1443455                                  | 99.91245 %                                            |
| 4                       | 3.14428                                    | 99.91453 %                                            |
| 5                       | 3.142395                                   | 99.97447 %                                            |
| Предел функции при n→ ∞ | → π                                        | → 100 %                                               |

Как показано, после только пятого витка спираль улитки расстояние с точностью 99,97 % является точным приближением к π.

## В комплексной плоскости
В комплексной плоскости вершины спирали могут быть заданы следующим простым рекуррентным соотношением:
{\displaystyle z_{0}=1}
{\displaystyle z_{n}=\left(1+{\frac {i}{\sqrt {n}}}\right)z_{n-1}}, для {\displaystyle n=1,2\dots }
где {\displaystyle i} — мнимая единица.

## Непрерывная кривая
Задача о том, как интерполировать дискретные точки спирали Феодора плавной кривой была предложена и решена в (Davis 2001, pp. 37–38) по аналогии с формулой Эйлера для гамма-функции в качестве аппроксимации для факториала, Филиппом Дэвисом найдена функция
{\displaystyle T(x)=\prod _{k=1}^{\infty }{\frac {1+i/{\sqrt {k}}}{1+i/{\sqrt {x+k}}}}\qquad (-1<x<\infty )}
которая в дальнейшем была изучена его учеником Джеффри Лидером и Арье Изерлесом (в приложении к (Davis 2001)). Аксиоматическая характеристика этой функции дается в (Gronau 2004), как единственная функция, удовлетворяющая функциональному уравнению
{\displaystyle f(x)=\left(1+{\frac {i}{\sqrt {x}}}\right)\cdot f(x-1),}
с начальным условием {\displaystyle f(0)=1,} и монотонна как по аргументу, так и по модулю. Там также изучаются альтернативные условия и ослабления. Альтернативное доказательство приведено в (Heuvers ,  Moak  &  Boursaw   2000).
Аналитическое продолжение непрерывной функции Дэвиса для спирали Феодора, которая простирается в противоположном направлении от начала координат, дано в (Waldvogel 2009).
На рисунке узлы оригинальной (дискретной) спирали Теодора отмечены маленькими зелёными кружками. Синие круги – те, что добавились при продолжении в отрицательную (по значению параметра, он же – полярный радиус)  ветвь.
Пронумерованы только узлы {\displaystyle n} с целым значением полярного радиуса {\displaystyle r_{n}=\pm {\sqrt {|n|}}.}
Оранжевая пунктирная окружность – круг кривизны спирали в начале координат {\displaystyle O}.